# Siegfried Tiefensee
Siegfried Tiefensee (* 20. Oktober 1922 in Rastenburg, Provinz Ostpreußen; † 24. März 2009 in Leipzig) war ein deutscher Musiker und Dirigent.

## Leben
Siegfried Tiefensees Vater war der Sinologe Franz Wilhelm Tiefensee (* 25. April 1880 in Groß Ottenhagen; † 13. August 1934 in Rastenburg).
Siegfried Tiefensee hatte von Jugend an eine Laufbahn als Musiker verfolgt. Schon während der Schulzeit begann er mit dem Unterricht in Klavier, Geige und Komposition. Er schloss 1947 mit dem Musikerzieherexamen ab, dem 1951 das Staatsexamen als Dirigent folgte.
Er wurde Kapellmeister an den Theatern von Stendal (1951–1954), Gera (1954–1958) und schließlich in Leipzig (ab 1958). Dort wurde er am „Theater der Jungen Welt“ als Leiter der Schauspielmusik tätig und schrieb selbst Bühnenmusik. Seine zahlreichen Kompositionen umfassen nahezu 250 Bühnenmusiken, darunter über 100 für das Kinder-, Jugend- und Puppentheater. Hinzu kamen seine Vertonungen für Fernseh- und Hörspiele sowie Filmmusik. Außerdem schuf er die Musik zu Kinderballetten. In einer Reihe von Märchenstücken setzte er auch Elemente des Jazz, Beat und moderne Klangfarben ein.
Der katholisch geprägten Familie von Siegfried Tiefensee entstammen eine Tochter und drei Söhne, Eberhard Tiefensee (* 1952, Philosoph), Wolfgang Tiefensee (* 1955, Politiker) und Volker Tiefensee (* 1956, Politiker).

## Werke
- Cipollino. Ein Spiel für Kinder/Kinderoper, 1959
- Katz und Kätzchen. Oper für Kinder, 1960
- Schneewittchen. DEFA-Film, 1961
- Das Pinguinei. Musical für Kinder, 1962
- Adrian und das rote Auto. Kinderoper, 1966
- Mascha und der Bär. Kinderballett, 1968
- Die Zauberer sind da. Märchenstück mit Musik, 1968
- Rotkäppchen. Märchenstück mit Musik, 1968
- Das Rübchen. Märchenstück mit Musik, 1971
- Der neue Struwwelpeter. Musikalisches Bilderbuch/Kinderoper, 1972
- Vom Äffchen, das eine Brille trug. 1973
- Die Geschichte vom tapferen Schneiderlein. Kinderballett, 1978
- Die Bremer Stadtmusikanten. Märchenstück mit Musik, 1980
- Maus und Kater im Theater. Ein Spiel für zwei Darsteller mit viel Musik, 1984